# Coelioxys humahuakae
Coelioxys humahuakae är en biart som beskrevs av Holmberg 1909. Coelioxys humahuakae ingår i släktet kägelbin, och familjen buksamlarbin. Inga underarter finns listade i Catalogue of Life.